# Aidas Gedvilas
Aidas Gedvilas (* 9. Juni 1966 in Šiauliai) ist ein litauischer Unternehmer und sozialliberaler Politiker.

## Leben
1985 absolvierte Aidas Gedvilas das Politechnikum Šiauliai (inzwischen das Staatliche Kolleg Šiauliai), von 1985 bis 1987 leistete er den Sowjetarmeedienst. Von 1987 bis 1992 studierte er am Kauno politechnikos institutas in der litauischen zweitgrößten Stadt Kaunas und wurde Ingenieur. 1995 gründete er das Unternehmen UAB „Aidma“ und war Direktor und Inhaber. 1997  gründete er UAB „Digikomas“ und leitete als Direktor.  Von 2004 bis 2005 war er Mitglied des Seimas, 2005 litauischer Vizeminister am Verkehrsministerium Litauens. Von 2000 bis 2003 war er Mitglied im Rat der Stadtgemeinde Šiauliai.
Seit 2024 ist er Mitglied von Nemuno aušra. Er war Mitglied von Darbo partija, Präsidiumsmitglied von Lietuvos verslo darbdavių konfederacija,  Mitglied von Naujoji Sąjunga.

## Quelle
- 2008 m. Lietuvos Respublikos Seimo rinkimai - Leiboristų partija - Iškelti kandidatai (Memento vom 17. Mai 2012 im Internet Archive)

| Personendaten    | Personendaten                  |
| ---------------- | ------------------------------ |
| NAME             | Gedvilas, Aidas                |
| KURZBESCHREIBUNG | litauischer Politiker (Seimas) |
| GEBURTSDATUM     | 9. Juni 1966                   |
| GEBURTSORT       | Šiauliai, Litauische SSR       |